# Station Thurso
Station Thurso is het spoorwegstation van de Schotse plaats Thurso en het noordelijkst gelegen station van Groot-Brittannië.
Station Thurso ligt aan een van de twee noordelijke uiteinden van de Far North Line, die in Inverness begint. Treinen keren na aankomst terug naar station Georgemas Junction, om daar naar het andere noordelijke uiteinde te rijden, station Wick.
Vanaf het station vertrekken bussen naar Scrabster voor de NorthLinkveerboot naar de Orkneyeilanden.